# Campeonato Sergipano de Futebol de 1964
O Campeonato Sergipano de Futebol de 1964 foi a 41º edição da divisão principal do campeonato estadual de Sergipe. O campeão foi o Sergipe que conquistou seu 14º título na história da competição.

## Premiação
| Campeonato Sergipano de 1964 |
| Aracaju                      |
| ---------------------------- |
| Sergipe Campeão (14º título) |